# آنتونی باوچر
ویلیام آنتونی پارکر وایت (انگلیسی: William Anthony Parker White؛ ۲۱ اوت ۱۹۱۱ – ۲۹ آوریل ۱۹۶۸)، که بیشتر با نام مستعار آنتونی باوچر (انگلیسی: Anthony Boucher; ‎/ˈbaʊtʃər/‎) شناخته می‌شود، نویسنده، منتقد و ویراستار اهل ایالات متحده آمریکا بود که چندین رمان کلاسیک معمایی، داستان کوتاه، علمی-تخیلی و نمایشنامه رادیویی نوشت. او بین سال‌های ۱۹۴۲ تا ۱۹۴۷ به عنوان منتقد، عمدتاً در حوزه داستان‌های معمایی، برای روزنامه سان فرانسیسکو کرونیکل فعالیت کرد. وایت علاوه بر نام «آنتونی باوچر»، از نام مستعار «"اچ.اچ. هولمز"» نیز استفاده می‌کرد که نام مستعار یک قاتل زنجیره‌ای آمریکایی در اواخر قرن نوزدهم بود؛ همچنین باوچر اشعار طنز می‌نوشت و آن‌ها را با نام واقعی آن قاتل، «هرمان دبلیو. مادگت» (انگلیسی: Herman W. Mudgett)، امضا می‌کرد.
در نظرسنجی سال ۱۹۸۱ که از ۱۷ نویسنده و منتقد داستان‌های کارآگاهی انجام شد، رمان «نُه بار نُه» او به عنوان نُهمین راز اتاق قفل‌شده برتر تاریخ انتخاب شد.
وی همچنین برندهٔ جوایزی همچون جایزه ادگار شده است.